# Lagerstroemia limii
Lagerstroemia limii là một loài thực vật có hoa trong họ Lythraceae. Loài này được Merr. mô tả khoa học đầu tiên năm 1925.